# Malk Göhren
Malk Göhren là một đô thị ở huyện of Ludwigslust, bang Mecklenburg-Vorpommern, Đức. Đô thị này có diện tích 22,56 km², dân số thời điểm 31 tháng 12 là 552 người.